# Центральный По
Центра́льный По (фр. Pau-Centre) — упразднённый французский кантон, находился в регионе Аквитания, департамент Атлантические Пиренеи. Входил в состав округа По.
Код INSEE кантона — 6430. В кантон Центральный По входила часть коммуны По.

## Население
Население кантона на 2012 год составляло 19 635 человек.
| 1962 | 1968 | 1975 | 1982 | 1990   | 1999   | 2006   | 2012   |
| ---- | ---- | ---- | ---- | ------ | ------ | ------ | ------ |
| —    | —    | —    | —    | 21 885 | 19 962 | 21 340 | 19 635 |